# Flight 93 (película)
Flight 93 es un telefilme dirigido por Peter Markle. Se estrenó en 2006 en memoria a los pasajeros del Vuelo 93 de United Airlines.

## Argumento
Durante los Atentados del 11 de septiembre del 2001, 44 pasajeros abordaron el Vuelo 93 de United Airlines. Cuando dos aviones se estrellan en el World Trade Center, este avión es secuestrado por cuatro militantes de Al Qaeda : Ziad Jarrah, Ahmed al-Haznawi, Ahmed al-Nami y Saeed al-Ghamdi. Los pasajeros, al darse cuenta de que es una misión suicida, intentan recuperar el control del avión. Como consecuencia de esto el avión se estrella en Shanksville, Pensilvania.

## Personajes
| Personaje               | Actor original (Estados Unidos) |
| ----------------------- | ------------------------------- |
| Tom Burnett             | Jeffrey Nordling                |
| Todd Beamer             | Brennan Elliott                 |
| Deena Burnett           | Kendall Cross                   |
| Mark Bingham            | Ty Olsson                       |
| Lizza Jefferson         | Monnae Michaell                 |
| Ziad Jarrah             | Dominic Rains                   |
| Ahmed al-Haznawi        | Zak Santiago Alam               |
| Saeed al-Ghamdi         | Shawn Ahmed                     |
| Ahmed al-Nami           | Asim Wali                       |
| Capitán Jason Dahl      | J.J. Johnson                    |
| 1º Official Leroy Homer | Gary Commock                    |
| Deborah Welsh           | Polly Adams                     |
| CeeCee Lyles            | Opal Alladin                    |
| Wanda Anita Green       | Starla Benford                  |
| Sandra Bradshaw         | Trish Gates                     |
| Lorraine G. Bay         | Nancy McDoniel                  |
| Lyz Glick               | April Telek                     |
| Jeremy Glick            | Colin Glazer                    |
| Elizabeth Wainio        | Laura Mennell                   |
| Esther Heyman           | Gwynyth Walsh                   |
| Lauren Grandcolas       | Jacqueline Ann Steuart:         |

## Otras películas
- United 93
- The Flight That Fought Back
- I Missed Flight 93